# Sochinsogonia reducta
Sochinsogonia reducta är en insektsart som beskrevs av Young 1986. Sochinsogonia reducta ingår i släktet Sochinsogonia och familjen dvärgstritar. Inga underarter finns listade i Catalogue of Life.